# İlayda Tarhan
Şevval İlayda Tarhan (Ankara, 4 febbraio 2000) è una tiratrice a segno turca detentrice del record europeo a squadre femminile e di una medaglia d'argento olimpica.
Gareggia nella pistola ad aria compressa da 10 m dal 2015. È membro dell'Ankara Ottoman Shooting Club.